# Polygon (webbplats)
Polygon är en nordamerikansk datorspelsinriktad webbplats med publicerar nyheter och recensioner. Webbplatsen grundades den 24 oktober 2012 och ägs av Vox Media. Grundarna består av personer från webbtidningarna Kotaku, Joystiq och The Escapist.